# Tell No Tales
Tell No Tales è il terzo album in studio dei TNT, uscito nel 1987 per l'Etichetta discografica Mercury Records.

## Tracce
1. Everyone's a Star (Harnell, Tekro) 3:21
2. 10,000 Lovers (In One) (Dahl, Harnell, Tekro) 2:54
3. As Far as the Eye Can See (Harnell, LeTekro) 3:41
4. Sapphire [strumentale] (Harnell, LeTekro) 1:14
5. Child's Play (Harnell, LeTekro) 4:25
6. Smooth Syncopation [strumentale] (Harnell, Tekro) :50
7. Listen to Your Heart (Harnell, LeTekro) 3:18
8. Desperate Night (Harnell, Tekro) 3:33
9. Northern Lights (Dahl, Harnell, LeTekro, Nessjoe) 4:10
10. Incipits [strumentale] (Harnell, Tekro) :50
11. Tell No Tales (Dahl, Harnell, Nessjoe, Tekro) 2:21

## Formazione
- Tony Harnell - voce
- Ronni Lé Tekrø - chitarre
- Morty Black - basso
- Diesel "Diesel" Dahl - batteria, percussioni

### Altri musicisti
- Håkon Iversen – cori
- Baard Svensen – tastiere
- Bjørn Nessjø – tastiere
- Carlos Waadeland – tastiere